# 築島
築島（つきしま）は、宮崎県串間市沖約200mに浮かぶ島。離島振興法に基づく「宮崎県離島振興計画」では大島（日南市）とともに「南那珂群島」として離島振興計画の対象地域となっている。

## 概要
周囲約3.7km、面積約0.24km2。2世帯4人が居住する（2023年6月現在）。
島には数多くのビロウなどの亜熱帯植物が自生しており、日南海岸国定公園の一部となっている。漁業が基幹産業となっている。
水道は対岸の本土からの海底送水管を通じて上水道が供給されている。汚水については島内の漁業集落排水処理施設により集合処理する下水道が提供されている。無医地区であり無医地区巡回診療が月1回実施されている。

## 教育
- 串間市立市木小学校築島分校（2010年（平成22年）4月から休校、2016年（平成28年）4月1日に廃校）[1]

そのため、島内の就学生は必然的に島を離れることになる。

## 交通
- 定期船なし[4]。舳漁港から不定期運航の行政連絡船（渡し舟）で5分[1][3]。